# 中央アメリカ連邦共和国

中央アメリカ連邦共和国
República Federal de Centro América (スペイン語)

国の標語: Dios, Union, Libertad（スペイン語）
神、連合、自由国歌: La Granadera（スペイン語）
ラ・グラナデーラ

中央アメリカ連邦共和国の位置

| 先代             | 次代                                                                                     |
| ---------------- | ---------------------------------------------------------------------------------------- |
| メキシコ第一帝政 | グアテマラ ニカラグア エルサルバドル ホンジュラス コスタリカ ロスアルトス (中央アメリカ) |

中央アメリカ連邦共和国（ちゅうおうアメリカれんぽうきょうわこく、スペイン語: República Federal de Centro América）は、1823年から1839年まで中央アメリカに存在した国家である。独立当初の首都はグアテマラシティで、1834年にサンサルバドルに遷都した。
この国家はアメリカ合衆国をモデルとして建国された。1823年から1824年の間、「中央アメリカ諸州連合」（スペイン語: Provincias Unidas del Centro de América）という名称だったが、1824年から「中央アメリカ連邦共和国」（スペイン語: República Federal de Centro América）という名称で呼ばれている。
中央アメリカ連邦共和国は、スペイン植民地時代に中央アメリカにおけるヌエバ・エスパーニャ副王領の下位行政組織だったグアテマラ総督領を構成していたグアテマラ、エルサルバドル、ホンジュラス、ニカラグア、コスタリカから構成され、独立に際してチアパスのみはメキシコに帰属することを選択した。1830年代に第6の構成国、ロスアルトスが加わった。ロスアルトスの首都はケツァルテナンゴ（現グアテマラ領）であった。ロスアルトスは、現在のグアテマラの西部と、メキシコのチアパス州を占めていた。1838年から1840年に内戦があり、連邦はそのために崩壊した。

## 成立と崩壊
1808年にフランス帝国のナポレオン・ボナパルトがスペインに侵攻し、ナポレオンはボルボン朝のフェルナンド7世を退けて兄のジョゼフ・ボナパルトをスペイン王ホセ1世とした。これに反対する民衆暴動が契機となってスペイン独立戦争が勃発。イスパノアメリカのインディアス植民地は偽王への忠誠を拒否し、フェルナンド7世への忠誠を唱えてクリオージョによるペニンスラールから権力の奪取を図り、各地で自治運動が繰り広げられた。中央アメリカでもこのような自治への動きは存在したが、結局広範な運動にはならず、独立運動にも繋がらなかった。
1820年にスペイン本国でリエゴ革命が起こり、自由主義憲法が復活すると、かつてミゲル・イダルゴやホセ・マリア・モレーロスの反乱を鎮圧したメヒコ市の王党派や保守派のクリオージョが反自由主義憲法を唱えて独立の動きが進み、1821年にアグスティン・デ・イトゥルビデを首班として独立を達成した。これを受けて中央アメリカでも保守派のクリオージョによって独立運動が進み、同年グアテマラ総監のガビノ・ガインサが独立を宣言した。
1822年にイトゥルビデはこうして独立した中央アメリカをメキシコに併合し、皇帝に即位してメキシコ帝国の成立を宣言した。しかし、1823年にイトゥルビデが失脚すると、中央アメリカのチアパスを除いた旧グアテマラ総監領だった地域は改めて独立を宣言し、中央アメリカ諸州連合が成立した。1824年1月には憲法が制定され、5州からなる中央アメリカ連邦共和国に改組された。
1825年にエルサルバドルの自由主義者マヌエル・ホセ・アルセが初代大統領に選出されたが、このために保守主義のグアテマラと自由主義のエルサルバドル、ホンジュラスとの対立が強まり、内戦が勃発した。内戦は1829年に自由主義派の勝利で終結したため、1830年にホンジュラス出身の自由主義者、フランシスコ・モラサンが大統領に就任した。

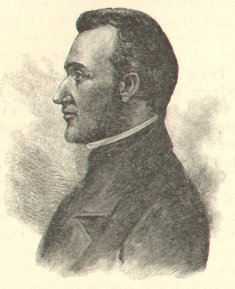
フランシスコ・モラサン

モラサンはグアテマラ大司教の追放や教会財産の没収など自由主義的な政策を行い、1834年に首都も保守主義派の牙城だったグアテマラ市から自由主義派の牙城だったサンサルバドルに遷都するが、1837年にグアテマラで発生したコレラが流行すると、保守主義者はコレラが自由主義者による陰謀だという噂を流し、これに共鳴したインディオやメスティーソを動員したグアテマラ出身の保守派のメスティーソのカウディージョ、ホセ・ラファエル・カレーラが自由主義政府に対して反乱を起こした。
この内戦によって連邦の崩壊が始まった。1838年11月5日にホンジュラスが連邦から分離したことで崩壊が決定的になった。1839年2月にモラサンが大統領を辞任すると、後継大統領は選出されず、残った構成国5つのうち4つが1840年までに独立を宣言した。中央アメリカ連邦共和国の公式の終焉は、1841年2月にエルサルバドルが独立を宣言したときである。

## 再統合の試み
その後、19世紀を通じ、さまざまな再統合の努力がなされたがどれもみな持続しなかった。
各共和国が独立した後はエルサルバドルが中心となって再統合を計り、最初の再統合の試みは、1842年に前連邦大統領フランシスコ・モラサンによって行われた。しかしモラサンはただちに捕らえられ処刑された。この試みは1844年まで続いた。
二度目の再統合の試みは、1852年の10月から11月まで、エルサルバドル、ホンジュラス、ニカラグアによる連邦(Federacion de Centro America)の結成を目指して行われた。1880年代には、グアテマラの大統領フスト・バリオスが、軍事力によって再統合を行おうとしたが、そのさなかに殺害された。三番目は1893年に就任したニカラグアの大統領ホセ・サントス・セラヤが行おうとしたがこれも失敗した。四番目の再統合は、1896年から1898年まで続き、これはホンジュラス、ニカラグア、エルサルバドルによる中央アメリカ大共和国（Republica Mayor de Centroamerica)の結成であった。
最後の試みは20世紀初頭、1921年から1922年にかけて行われた。これはエルサルバドル、グアテマラ、ホンジュラスによる、連邦の結成であった。このときは再統合の試みのなかで、唯一、各構成国からの代表による連邦大統領の選挙が行われるまでにいたった。
しかし、崩壊後もこの地域の一体感は強く、1960年には他の域内統合の動きに先駆けて中米統合機構が発足するなど、現在も統合の動きは強い。

## 歴代統治権者・大統領
1821年の独立から1839年の連邦共和国崩壊までの統治者・政治指導者を以下の表にて示す:
| 統治者                                               | 職名および期間 | 備考                                                                                             |
| ---------------------------------------------------- | --- | ------------------------------------------------------------------------------------------------ |
| ガビーノ・ガインサ（es）                             | 最高統治組織代表（Jefe Político Superior）並びに暫定諮問委員会議長（Presidente de la Junta Provisional Consultiva）：1821年-1822年                |                                                                                                  |
| ビセンテ・フィリソラ（es）                           | 最高統治組織代表（Jefe Político Superior）（メキシコ帝国による指名）：1822年-1823年                                                               |                                                                                                  |
| ホセ・マティーアス・デルガード（es）                 | 中央アメリカ諸州連合（Provincias Unidas del Centro de América）憲法制定国民評議会議長（Presidente de la Asamblea Nacional Constituyente）：1823年 |                                                                                                  |
| 第一次中央アメリカ三頭政治（es）                     | 1823年 |                                                                                                  |
| 第二次中央アメリカ三頭政治（es）                     | 1823年-1825年 |                                                                                                  |
| マヌエル・ホセ・デ・アルセ・イ・ファゴアーガ（es）   | 共和国大統領（国会選出）：1825年-1829年 | 1828年一時的にベルトラネーナを副大統領に指名したが、ベルトラネーナはその後権限の返上を拒否した。 |
| マリアーノ・ベルトラネーナ・イ・ジャーノ（es）       | 共和国副大統領として権限を受託：1828年-1829年；1829年に失脚。                                                                                     |                                                                                                  |
| ホセ・フランシスコ・モラサン・ケサーダ               | 権限を掌握、その後国会により指名された評議員（職名：Senador）に引き渡した：1829年                                                                 |                                                                                                  |
| ホセ・フランシスコ・バルンディア・イ・セペーダ（es） | 評議員（大統領権限を有する）：1829年-1830年 |                                                                                                  |
| ホセ・フランシスコ・モラサン・ケサーダ               | 大統領（国会により選出）：1830年-1834年 | 統治期間中に連邦共和国首都をグアテマラからソンソナーテへ遷都、その後サン・サルバドルへ移した。   |
| ホセ・セシリオ・ディアス・デル・バジェ（es）         | 大統領に1834年-1838年の任期で選出 | 就任前に死去。                                                                                   |
| ホセ・グレゴリオ・サラサール・イ・カストロ（es）     | 副大統領：1834年-1835年 |                                                                                                  |
| ホセ・フランシスコ・モラサン・ケサーダ               | 大統領：1835年-1839年 | 1838年ニカラグア、ホンジュラス、コスタリカが連邦を離脱した。                                     |
| ディエゴ・ビヒル・イ・コカーニャ（es）               | 副大統領：1839年 | 最終的に連邦共和国を解体。                                                                       |